# Николаева, Александра Ивановна
Александра Ивановна Николаева (6 января 1924 — 23 июня 2015) — советская работница сельского хозяйства, Герой Социалистического Труда.

## Биография
Родилась 6 января 1924 года в селе Адав-Тулумбаево, ныне Буинского района Татарстана, в чувашской семье.
В 1932 году окончила сельскую начальную школу, семилетнее образование получила в Рунгинской школе. Затем стала трудиться на полях и ферме колхоза, став в 1939 году его полноправным членом. В Великую Отечественную войну Александра трудилась на торфоразработках и лесоповале, за что была награждена медалью «За доблестный труд в Великой Отечественной войне 1941—1945 гг.». В 1943 году она стала членом полеводческой бригады своего колхоза.
После окончания войны, в 1947 году, под руководством Александры Ивановны было создано комсомольско-молодёжное звено по выращиванию зерновых культур и в первый же год своего существования оно получает небывалый по тогдашним временам в республике урожай — 31 центнер ржи на площади 10 гектаров.
Указом Президиума Верховного Совета СССР от 6 марта 1948 года за получение высоких урожаев ржи пшеницы в 1947 году Николаевой Александре Ивановне присвоено звание Героя Социалистического Труда с вручением ордена Ленина и золотой медали «Серп и Молот».
Затем А. И. Николаева была бригадиром полеводческой бригады, заведующей фермой в колхозе им. Коминтерна Буинского района. Успевала заниматься общественной деятельностью — была членом КПСС, принимала участие в XXII съезде КПСС.
Общий трудовой стаж в полеводстве составил 54 года. В 1990 году вышла на пенсию.
Выйдя на пенсию, до 1990 года проработала в колхозе. До конца жизни жила в родном селе. Жила в селе Адав-Тулумбаево. Скончалась 23 июня 2015 года, на 92-м году жизни.

## Награды
- Также была награждена медалями.

## Память
Её имя наряду с другими Героями Социалистического Труда района высечено на мемориале в центре Буинска.